# ياسوكو تاجيما
ياسوكو تاجيما (باليابانية: 田島寧子؛ بالكانا: たじま やすこ) هي سبّاحة وممثلة يابانية، ولدت في 8 مايو 1981 في كاماكورا في اليابان.

## وصلات خارجية
- ياسوكو تاجيما على موقع الاتحاد الدولي للسباحة (الإنجليزية)
- ياسوكو تاجيما على موقع اللجنة الأولمبية الدولية (الإنجليزية)
- ياسوكو تاجيما على موقع أوليمبيديا (الإنجليزية)
- ياسوكو تاجيما على موقع IMDb (الإنجليزية)